# Jiří Sloup
Jiří Sloup (1953. április 30. – 2017. december 20.) csehszlovák válogatott cseh labdarúgó.

## Pályafutása
1976 és 1981 között a Škoda Plzeň labdarúgója volt. 1981 és 1985 között a Bohemians Praha csapatában szerepelt és tagja volt az 1982–83-as bajnokcsapatnak. 1982 és 1985 között nyolc alkalommal szerepelt a csehszlovák válogatottban és egy gólt szerzett. 1985-ben visszatért Škoda Plzeňhez, ahol 1987-ben fejezte be az aktív labdarúgást.

## Sikerei, díjai
Bohemians Praha
- Csehszlovák bajnokság
  - bajnok: 1982–83